# Edificio del Banco Español de Crédito (Barcelona)
El Edificio del Banco Español de Crédito en Barcelona es un edificio situado en la plaza de Cataluña. Fue realizado por Eusebi Bona para el Banco Español de Crédito entre 1940 y 1950.
Este edificio de estilo clásico fue realizado en piedra y está limitado por una torre coronada por dos cuerpos superpuestos. La parte baja presenta una alternativa rítmica de pilastras y vanos cerrados por rejería. 
El primer cuerpo combina columnas y pilastras de marcado carácter clasicista que se contraponen a las ventanas del primer piso, profusamente decorado con frontones curvos y triangulares en un marcado juego manierista. La torre se levanta sobria rematando el edificio y presenta asimismo frontones que repiten el ritmo de los anteriormente citados.

## Historia
El solar fue ocupado antes por el Hotel Colón. En 2018 se inauguró un hotel.